# ۱پسورد
۱پسورد (انگلیسی: 1Password) یک برنامه مدیریت رمز است.